# Heiner Kühner
Heinrich «Heiner» Kühner (* 12. Dezember 1943 in Thun; † 18. August 1990 in Zürich) war ein Schweizer Organist und Cembalist.

## Leben und Wirken
Heiner Kühner wuchs als Sohn des Pfarrers Heinrich Oskar Kühner (1912–2002) an dessen Wirkungsstätten im solothurnischen Gäu und später in Oerlikon bei Zürich auf. Sein Grossvater Heinrich Kühner-Frohnmeyer (1871–1940) war für die Basler Mission als Kaufmann und Lehrer in den Nilgiri-Bergen in Indien tätig. 
Im Alter von 5 Jahren erhielt Heiner Kühner den ersten Klavierunterricht und lernte später auch Violine und Trompete, bevor er sich mit 14 Jahren für die Orgel entschied. Nach dem Schulabschluss studierte er Klavier bei Bertie Biedermann sowie Orgel bei Hans Gutmann an der Musikakademie Zürich (heute Zürcher Hochschule der Künste). Das Orgelsolistendiplom erwarb er 1966 an der Musik-Akademie Basel bei Eduard Müller. Es folgten ein Studienjahr bei Albert de Klerk (Orgel) und Anneke Uittenbosch (Cembalo) am Conservatorium van Amsterdam sowie Meisterkurse bei Marie-Claire Alain und Anton Heiller.
Bereits mit 16 Jahren wirkte Kühner als Organist an der katholischen Kirche Kilchberg, es folgten während der Schul- und Studienzeit weitere Anstellungen an den reformierten Kirchen in Dietlikon und Uitikon, zudem auch als Dirigent (reformierter Kirchenchor Dietlikon von 1959 bis 1962, Orchesterverein Zürich-Oerlikon von 1964 bis 1966). 1968 wurde er zum Organisten an der Reformierten Kirche Solothurn ernannt und er begann eine Unterrichtstätigkeit an der Jugendmusikschule in Liestal. Nach der Wahl seines Lehrers Eduard Müller zum Basler Münsterorganisten wurde Kühner zum Titularorganist an der Pauluskirche in Basel ernannt, was auch den Orgeldienst an der Leonhardskirche umfasste.
Kühner erwarb sich als Interpret moderner Schweizer Komponisten sowie spätromantischer Meister einen internationalen Ruf, seine Konzerttätigkeit führte ihn nach Frankreich, Deutschland, Österreich, Italien, die Niederlande und durch die gesamte Schweiz. 1973 sorgte er für Aufsehen durch seinen 18-teiligen Orgelzyklus mit Max Regers Gesamtwerk für Orgel aus Anlass des 100. Geburtstages des Komponisten. Die von ihm initiierte Orgelreihe Orgelspiel zum Feierabend mit wöchentlichen Orgelkonzerten an der Leonhardskirche existiert bis heute.
Kühner starb 1990 nach schwerer Krankheit. Seine Nachfolgerin an der Paulus- und Leonhardskirche wurde die gebürtige Münchnerin Susanne Doll.